# 엔딩 애니메이션
엔딩 애니메이션(영어: ending animation, 일본어: エンディングアニメーション)은 영화, TV 애니메이션, 게임 등의 영상 작품이나 이벤트 등의 엔딩용 애니메이션을 말한다. ED 애니메이션이라고 약칭되기도 한다.

## 같이 보기
- 오프닝 애니메이션